# Paragangliom
Paragangliom nebo tumor glomus caroticum je vzácný neuroendokrinní nádor, který vyrůstá z paraganglionické tkáně, nacházející se podél páteře od báze lebky až po pánevní dno. Více než 80 % těchto nádorů vyrůstá z dřeně nadledvin. Celkem 2 až 4 % se nacházejí v oblasti krku, kde je nejčastějším místem glomus caroticum. Nejvyšší výskyt je ve věkové kategorii 50 až 60 let. Je čtyřikrát častější u žen.
Paragangliom se podobá feochromocytomu a přibližně 5 % nádorů je hormonálně aktivních – vylučuje noradrenalin, výjimečně pak dopamin. Ve 20 % případů se může vyskytovat i mnohočetně, zejména v případech dědičných onemocnění jako je mnohočetná endokrinní neoplázie (MEN) a syndrom postihnutí neuroktodermu. Velká většina paragangliomů je benigních (nezhoubných), maligní vývoj se popisuje ve 2 až 10 % případů.
Nádor v oblasti krku se při fyzikálním vyšetření jeví jako tuhá nebolestivá masa pod úhlem dolní čelisti, která je pohyblivá do stran, ale ne v kranio-kaudálním směru.